# Don Rosa
Don Rosa, pseudonimo di Keno Don Hugo Rosa (Louisville, 29 giugno 1951), è un fumettista e illustratore statunitense.
Famoso autore e disegnatore disneyano di origini italiane, particolarmente specializzato nelle storie riguardanti Paperon de' Paperoni, Paperino e tutta la famiglia dei paperi, Don Rosa viene considerato l'erede di Carl Barks, del quale è anche grande estimatore. Ciononostante, in una recente intervista, l'autore ha affermato di non considerarsi tale, aggiungendo: «Non sono nemmeno convinto che a Barks piacessero le mie storie; ma credo di sapere intrattenere i suoi fan, alcuni almeno. Perché io per primo sono un suo fan»
Essendo stato attivo tra gli anni ottanta e i duemila, precisamente tra il 1987 e il 2006, è l'ultimo grande autore statunitense Disney, in un periodo in cui ormai sono solo le scuole italiane ed europee in generale a mantenere costante la produzione di fumetti.
Il nome Keno è stato ereditato dal nonno Gioachino Rosa, emigrato negli Stati Uniti da Maniago, una cittadina in Friuli all'inizio del XX secolo: questi aveva accorciato il suo nome prima in Chino e poi in Keno per renderne più semplice la pronuncia in inglese. L'artista non ha mai nascosto il suo amore per l'Italia e anzi è sempre andato orgoglioso delle sue radici, e conserva ancora numerosi cimeli del nonno italiano, tra i quali un baule, che è diventato quasi un marchio di fabbrica, inserito anche nelle sue storie (è il baule pieno di adesivi e ricordi di Zio Paperone). Prende infine il secondo nome dal padre, Ugo Rosa. Non conosce tuttavia la lingua italiana.

## Biografia

### Infanzia
Discendente da italiani originari di Maniago, Don Rosa nacque a Louisville nel 1951. Il suo nome deriva dal nonno Gioachino Rosa detto "Keno" e dal padre Ugo Dante Rosa detto "Hugo Don". Ha sempre amato disegnare: imparò a disegnare fumetti prima di imparare a scrivere. Considerava tuttavia i disegni semplici illustrazioni per poter raccontare una storia. I suoi fumetti preferiti durante la sua crescita furono Uncle Scrooge della Western Publishing e Superman della DC Comics.
Si iscrisse all'Università del Kentucky nel 1969 e si laureò nel 1973 con un "Bachelor of Science" in ingegneria civile.

### Primi lavori
Il suo primo vero lavoro fumettistico fu una striscia che vedeva protagonista il suo personaggio Lancelot Pertwillaby. Questa striscia fu creata nel 1971 per il Kentucky Kernel, il giornale dell'Università del Kentucky che voleva delle strisce fumettistiche di satira politica.
L'Università gli permise più tardi di pubblicare avventure di Lancelot Pertwillaby e Don disegnò la storia "Persi nelle (altre parti delle) Ande".
Dopo la laurea, Don iniziò a lavorare nell'azienda di famiglia Keno Rosa Tile Company (produttrice di ceramiche), ma continuò a disegnare fumetti come secondo lavoro.
Il 6 ottobre 1979 la rivista Louisville Times cominciò a pubblicare la striscia di sua creazione Capitan Kentucky (un supereroe alter ego di Lancelot Pertwillaby). Dopo circa 150 episodi, nel 1982 la striscia terminò e Don smise di disegnare fumetti per quattro anni.
Le sue opere non disneyane sono state pubblicate nel 2001 per la casa editrice norvegese Gazette Bok e nel 2005, in Italia, la Andamar Press ha pubblicato il primo volume di Capitan Kentucky.

### La collaborazione con la Gladstone
Nel 1985 Don Rosa trovò un fumetto Disney pubblicato dalla Gladstone (la prima casa editrice a pubblicare i fumetti Disney dopo gli anni settanta) nella vetrina di un negozietto e lui, che fin dall'infanzia era un appassionato di fumetti Disney e un grande fan di Carl Barks (1901-2000), immediatamente contattò l'editore, Byron Erickson, e gli disse che era l'unico americano nato per scrivere e disegnare le storie di Zio Paperone. Byron chiese a Don Rosa di produrre e consegnargli una storia e questi iniziò a scrivere e disegnare la sua prima storia con i paperi: Zio Paperone e il figlio del sole.
Don Rosa lavorò per la Gladstone fino al 1989. Si licenziò perché la Gladstone non gli voleva restituire le tavole originali delle sue storie. Questo era inaccettabile per Don Rosa perché le tavole gli servivano per venderle. Senza i proventi delle vendite delle tavole non riusciva ad arrivare a fine mese.
Dopo aver realizzato alcune storie per la casa editrice olandese Oberon, venne assunto dagli editori di un giornale a fumetti americano di nome DuckTales (che pubblicava le storie dell'omonimo cartone animato). Don scrisse solo una storia per questa casa editrice (Back in Time for a Dime), poi interruppe la sua collaborazione.

### La collaborazione con l'Egmont
In seguito Don Rosa scoprì che la casa editrice danese Egmont (allora Gutenberghus) stava ristampando alcune sue storie e ne voleva di più. Don venne assunto alla Egmont nel 1990 insieme a Byron Erickson, il suo ex editore alla Gladstone.

#### La saga di Paperon de' Paperoni

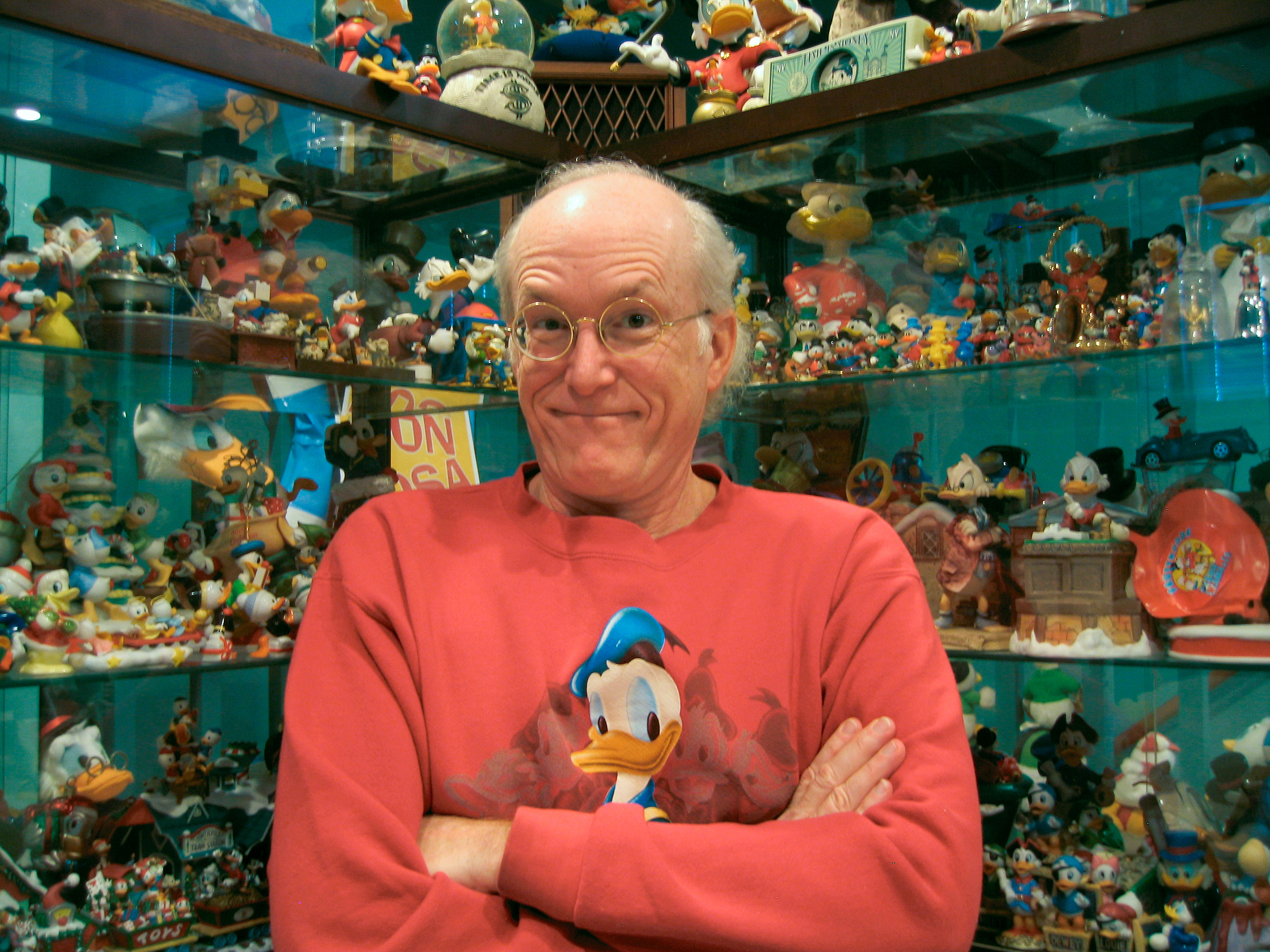
Don Rosa nella sua abitazione nel 2010

Nel 1991 l'Egmont gli commissionò la realizzazione de La saga di Paperon de' Paperoni (The Life and Times of $crooge McDuck), la sua opera più importante. Essa è un lungo progetto con il quale ha narrato, in dodici corposi capitoli, la vita e le opere del papero più ricco del mondo, basandosi su un lungo lavoro di ricerca e documentazione sulle opere di Carl Barks (il padre di buona parte della famiglia dei paperi e in particolare di Zio Paperone), e di altri importanti autori storici, creando una saga unica e curatissima nei minimi particolari.
Per svolgere l'intero lavoro, commissionato dall'editrice danese Egmont, Rosa ha impiegato anni di studio e raccolta del materiale, per poi cimentarsi nella lunga saga di ben 212 tavole, che è costata altri due anni di lavoro per essere disegnata.
Parallelamente realizza su richiesta l'albero genealogico dei paperi.
Don Rosa è uno dei più importanti artisti Disney dai tempi di Carl Barks, da lui venerato, e del quale è generalmente considerato in qualche modo l'erede, perlomeno dal punto di vista narrativo.

### Gli ultimi anni e il ritiro
Nel 2006 viene pubblicata La prigioniera del fosso dell'agonia bianca, capitolo 8 bis de La saga di Paperon de' Paperoni, che costituisce l’ultima storia da lui sceneggiata e disegnata.
Nel 2008 Don Rosa viene operato agli occhi. Il 2 giugno 2008, nel corso di un'intervista a Danish Komiks.dk fair, Don Rosa dichiara di volersi ritirare.
Nel 2011 partecipa al Torino Comics e Cartoons on the Bay di Rapallo.
Il 13 febbraio 2013 Don Rosa annuncia ufficialmente il suo ritiro da autore Disney, come è possibile leggere nel suo sito. Tra i tanti motivi il più rilevante è la questione diritti della Disney, i suoi problemi alla vista sarebbero un elemento secondario: come da lui scritto non gli venivano pagati i diritti per le ristampe e molte altre cose.

### Dopo il ritiro
Nel 2013 negli Stati Uniti riceve un premio alla carriera in occasione degli Eisner Award. Nel 2013 e 2014 collabora col musicista finlandese Tuomas Holopainen, impegnato in un progetto solista ispirato a La saga di Paperon de' Paperoni e disegna la copertina dell'album.
Dal 22 al 24 aprile 2016 è stato ospite della 18ª edizione del Napoli Comicon, firmando, in soli tre giorni, circa 7000 dediche.

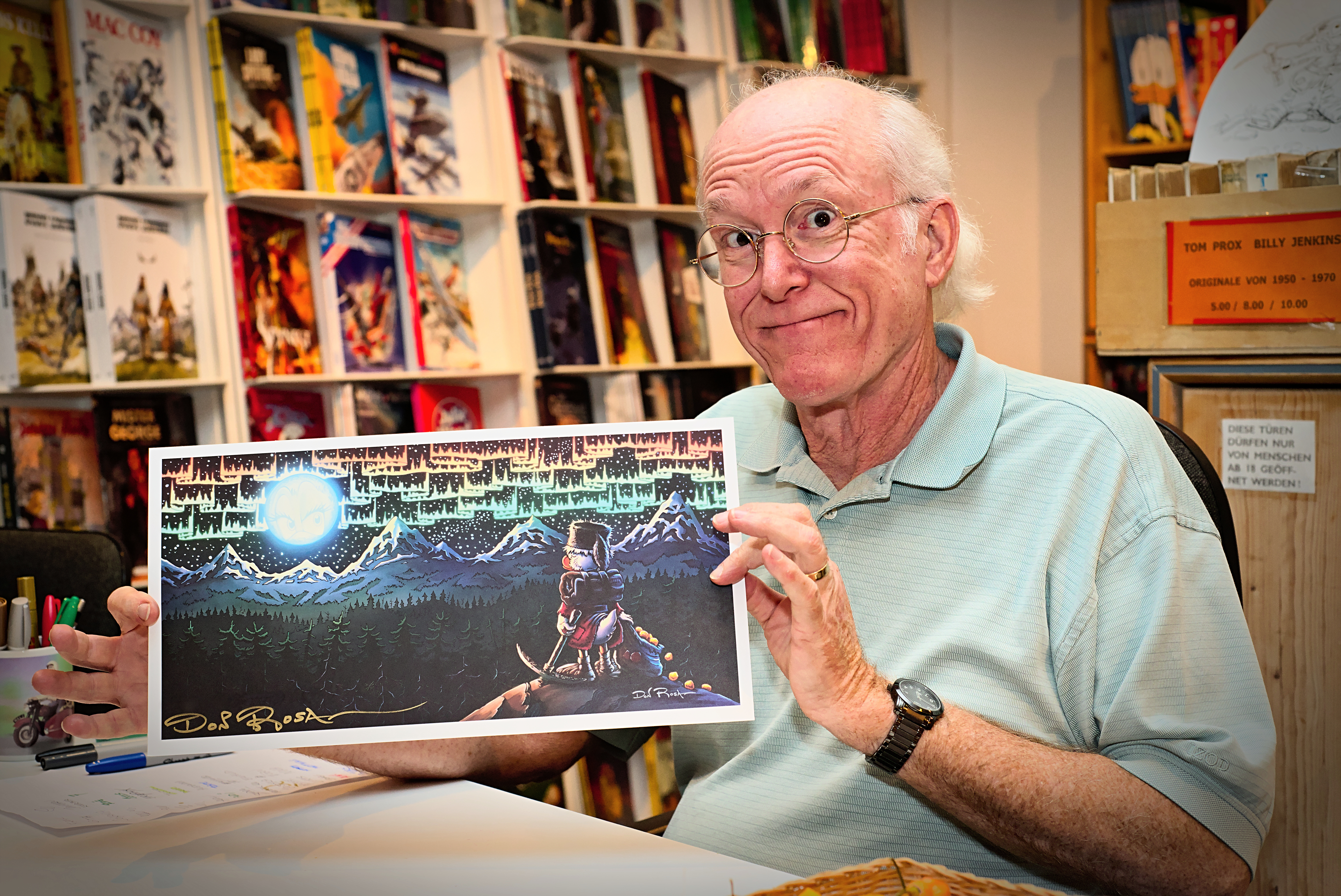
Don Rosa mostra un suo disegno a Osnabrueck nel 2018

Il 15 maggio 2019 è stato ospite a Milano presso WOW Spazio Fumetto, dove ha incontrato un numeroso pubblico e ha tenuto una sessione di firme. Dal 30 ottobre al 3 novembre sarà ospite al Lucca Comics & Games, tornando alla kermesse italiana 24 anni dopo l'ultima volta. Durante la sua partecipazione alla fiera, rivela di essersi ritirato perché stanco del "sistema Disney" e di non avere intenzione di tornare sui suoi passi. È stato nuovamente ospite di Lucca Comics nel 2023.
È ritornato a Rapallo, tredici anni dopo l’ultima volta, in occasione del Rapalloonia a fine settembre 2024. A ottobre dello stesso anno è stato ospite del Palazzo del Fumetto di Pordenone con due incontri aperti al pubblico, il primo a Pordenone e il secondo a Maniago dove ha potuto rivedere i luoghi d'origine della sua famiglia ricevendo grande accoglienza dalla comunità di Maniago.

## Altri media
Ha contribuito alla realizzazione della serie animata TaleSpin nell'episodio numero 6, "It Came from Beneath the Sea Duck", e nell'episodio 9, "I Only Have Ice for You".

## D.U.C.K.: la dedica di Don Rosa a Carl Barks
(Don Rosa, autore di fumetti Disney)
In quasi tutte le sue storie si può trovare nella prima tavola (solitamente nella vignetta d'apertura) una dedica proprio al maestro Carl Barks che, a detta di Rosa stesso, gli ispira ogni singola tavola.
La dedica consiste in una sigla, "D.U.C.K.", che non solo significa "papero" in inglese, ma è anche l'acronimo di Dedicated to Uncle Carl by Keno, ovvero "Dedicato allo zio Carl da Keno", dove Keno è il secondo nome di Rosa. La sigla è solitamente camuffata nel disegno (le vignette di Rosa sono dettagliatissime, cosicché trovare la sigla risulta estremamente difficile) per evitare di rompere l'armonia dell'illustrazione (e per scampare alle modifiche degli editor che curano le sue storie).

## Riconoscimenti
- Danimarca:
  - ORLA Award (DR Television Network).
- Germania:
  - International Grand Prize 2005 (Fiera del libro di Francoforte)
- Italia:
  - Yambo Award (Lucca Comics)
  - Premio U Giancu (U Giancu & Rapallo Comics Festival)
  - Premio Papersera (2011)
- Norvegia:
  - Sproing Award (Norsk Tegneserieforum / Norwegian Comics Forum)
- Spagna:
  - Haxtur Award (Gijon Comics Festival)
- Stati Uniti d'America:
  - Comics' Buyer's Guide Award
    - candidato come "Miglior sceneggiatore" nel 1997, 1998 e 1999

  - Eisner Awards
    - 1995
      - vinto per "Miglior storia a puntate" con La saga di Paperon de' Paperoni
      - candidato come "Miglior serie regolare" con Uncle Scrooge
      - candidato come "Miglior artista umoristico"
      - candidato come "Miglior copertinista"

    - 1996
      - candidato come "Miglior testata per pubblico giovane" con Uncle Scrooge

    - 1997
      - candidato come "Miglior storia a puntate" con Zio Paperone e il solvente universale
      - vinto come "Miglior artista umoristico"

    - 1998
      - candidato come "Miglior storia breve" con Zio Paperone - Una questione di una certà gravità

    - 2007
      - candidato come "Miglior storia breve" con Zio Paperone - Il Cavaliere Nero colpisce ancora

  - Bill Finger Award
    - vinto nel 2013[10]

  - Harvey Awards
    - 2007:
      - candidato come "Miglior sceneggiatore"
      - candidato come "Miglior disegnatore"
      - candidato come "Migliore autore completo"
      - candidato come "Migliore copertinista"
      - "Premio Speciale per il fumetto umoristico"
- Svezia:
  - Svenska Serieakademins (Swedish Comics Academy)
  - Seriefrämjandets Unghunden (the Swedish Literary Society)